# Saison 2025-2026 des Hornets de Charlotte
La saison 2025-2026 des Hornets de Charlotte est la 36e saison de la franchise au sein de la National Basketball Association (NBA).

## Draft
| Tour | Choix | Joueur           | Poste | Nationalité | Provenance            |
| ---- | ----- | ---------------- | ----- | ----------- | --------------------- |
| 1    | 4     | Kon Knueppel     | SF    | États-Unis  | Blue Devils de Duke   |
| 2    | 33    | Sion James       | SG    | États-Unis  | Blue Devils de Duke   |
| 2    | 34    | Ryan Kalkbrenner | C     | États-Unis  | Bluejays de Creighton |

## Matchs

### Summer League
| Summer League Total: 6-0 |

| Match | Date match | Équipe        | Score     | Meilleur marqueur      | Meilleur rebondeur      | Meilleur passeur  | Lieux Spectateurs      | Série |
| ----- | ---------- | ------------- | --------- | ---------------------- | ----------------------- | ----------------- | ---------------------- | ----- |
| 1     | 11 juillet | Utah          | V 111-105 | Liam McNeeley (22)     | Liam McNeeley (12)      | Liam McNeeley (6) | Thomas & Mack Center 0 | 1 - 0 |
| 2     | 12 juillet | Philadelphie  | V 96-94   | KJ Simpson (19)        | KJ Simpson (7)          | KJ Simpson (4)    | Thomas & Mack Center 0 | 2 - 0 |
| 3     | 14 juillet | Dallas        | V 87-69   | KJ Simpson (18)        | Kon Knueppel (10)       | KJ Simpson (7)    | Thomas & Mack Center 0 | 3 - 0 |
| 4     | 17 juillet | San Antonio   | V 106-81  | Knueppel, Simpson (19) | Damion Baugh (7)        | Trois joueurs (6) | Thomas & Mack Center 0 | 4 - 0 |
| 5     | 19 juillet | Oklahoma City | V 109-80  | Jaylen Sims (25)       | KJ Simpson (10)         | Damion Baugh (9)  | Thomas & Mack Center 0 | 5 - 0 |
| 6     | 20 juillet | Sacramento    | V 83-78   | Kon Knueppel (21)      | Kalkbrenner, Rodman (9) | KJ Simpson (5)    | Thomas & Mack Center 0 | 6 - 0 |

### Pré-saison
| Pré-saison Total: 0-0 (Domicile : 0-0; Extérieur : 0-0) |

### Saison régulière
| Saison régulière Total: 0-0 (Domicile : 0-0; Extérieur : 0-0) |